# Mr. Rock & Roll
"Mr. Rock & Roll" é o segundo single da cantora e compositora escocesa, Amy Macdonald, para o seu álbum de estreia, This Is the Life.

## Posições nas paradas

### Semanais
| Chart (2007–2009)                 | Peak position |
| --------------------------------- | ------------- |
| Áustria (Ö3 Austria Top 75)       | 19            |
| Bélgica (Ultratop 50 de Flandres) | 4             |
| Bélgica (Ultratop 50 da Valônia)  | 7             |
| República Checa (Rádio Top 100)   | 10            |
| Países Baixos (Dutch Top 40)      | 3             |
| Países Baixos (Single Top 100)    | 7             |
| Noruega (VG-lista)                | 14            |
| Suécia (Sverigetopplistan)        | 31            |
| Suíça (Schweizer Hitparade)       | 3             |
| Reino Unido (UK Singles Chart)    | 12            |

 
|

### Final de ano
| Chart (2007)                         | Position |
| ------------------------------------ | -------- |
| UK Singles (Official Charts Company) | 126      |

| Chart (2008)                      | Position |
| --------------------------------- | -------- |
| Áustria (Ö3 Austria Top 40)       | 65       |
| Belgium (Ultratop 50 Flanders)    | 62       |
| Alemanha (Official German Charts) | 53       |
| Países Baixos (Dutch Top 40)      | 37       |
| Países Baixos (Single Top 100)    | 32       |
| Suíça (Schweizer Hitparade)       | 14       |

| Chart (2009)                   | Position |
| ------------------------------ | -------- |
| Bélgica (Ultratop 50 Wallonia) | 57       |

|}